# Ouationao
Ouationao est une commune rurale située dans le département de Kampti de la province du Poni dans la région Sud-Ouest au Burkina Faso.

## Géographie
Ouationao se trouve à environ 10 km au sud-est de Kampti et à 4 km à l'est de Latara.

## Santé et éducation
Le centre de soins le plus proche de Ouationao est le centre de santé et de promotion sociale (CSPS) de Latara tandis que le centre médical est à Kampti et que le centre hospitalier régional (CHR) de la province se trouve à Gaoua.